# Základní anatomická poloha těla

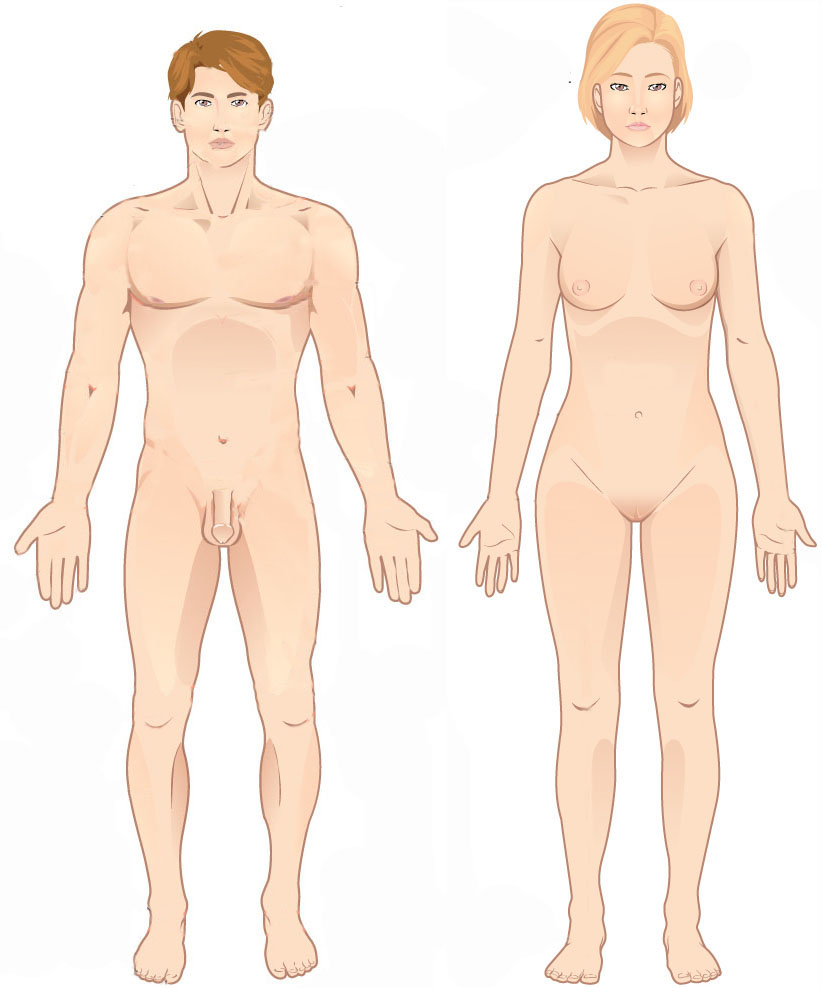
Základní anatomická poloha těla člověka.

Základní anatomická poloha těla nazývaná také standardní anatomická poloha těla je základní mezinárodní úmluvou při určování směrů a rovin na těle člověka nebo zvířat.

## Úvod
Zvířata mají obvykle jiné postavení a rozložení těla než člověk. Pro ujasnění anatomického popisu a zabránění zbytečných zmatků, byla zavedena základní anatomická poloha těla, která je v mnoha případech živočichů odlišná od anatomické polohy člověka. Anatomická poloha je mezinárodním standardem při popisu anatomie a s tím souvisejících definici rovin a směrů na lidském těle.

## Základní anatomická poloha těla člověka

### Tělo jako celek
Základní anatomická poloha těla člověka je vzpřímený postoj s horními končetinami visícími volně podél těla, s dlaněmi obrácenými dopředu (palec je tedy na vnější straně, směrem od těla) a dolní končetiny jsou nataženy a stojí blízko vedle sebe ve stoji spojném.

### Některé zvláštnosti pro části těla
Penis je v základní anatomické poloze popisován ve své vzpřímené poloze.
Jako základní anatomická poloha hlavy, je nejvíce používána tzv. Frankfurtská horizontála (latinsky Linea horizontalis auriculoorbitalis), která se používá i při studiu primátů. Hlava ustavená v této rovině odpovídá postavení hlavy živého člověka. Název Frankfurtská horizontála je dle dohody z Frankfurtu nad Mohanem z roku 1884. Frankfurtská horizontála probíhá oběma porii a oběma orbitalii.

### Stanovení těžiště těla v anatomické poloze člověka

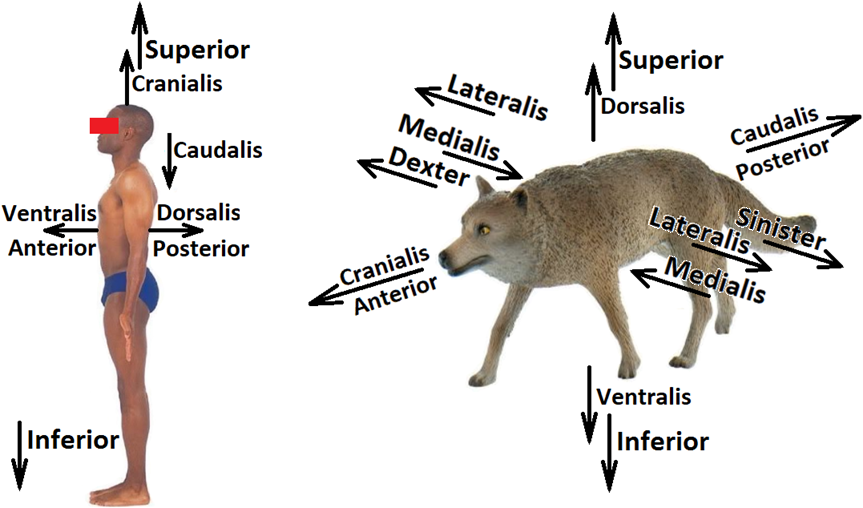
Základní anatomická pozice člověka a zvířete a příklad rozdílů při popisu anatomických směrů u člověka a zvířat.

## Základní anatomická poloha těla zvířat
Základní anatomická poloha zvířat je obvykle vzpřímený postoj zvířete na čtyřech natažených končetinách. Při porovnání definice základních anatomických poloh, anatomických rovin a anatomických směrů mezi člověkem a zvířaty je patrný jasný rozdíl vyplývající z definice příslušných základních anatomických poloh.